# 보리새우상과
보리새우상과(Penaeoidea)는 2개의 참새우 상과 중에서 큰 상과를 가리킨다. 8개의 과를 포함하고 있으나, 3개 과는 멸종했다. 이 분류군의 화석 기록은 오클라호마의 파메니안기(Famennian) 퇴적층에서 발견된 아키쿨롭포다속(Aciculopoda) 새우까지 거슬러 올라간다.

## 분류
- † Aciculopodidae - 1속 1종
- † Aegeridae - 2속 25종
- 아리스테우스과 (Aristeidae) - 10속 28종
- 벤테시키무스과 (Benthesicymidae) - 5속 43종
- † Carpopenaeidae - 1속 3종
- 보리새우과 (Penaeidae) - 48속 286종
- 시키오니아과 (Sicyoniidae) - 1속 53종
- 대롱수염새우과 (Solenoceridae) - 9속 86종

## 같이 보기
- 젓새우상과